# Oithona rostralis
Oithona rostralis is een eenoogkreeftjessoort uit de familie van de Oithonidae. De wetenschappelijke naam van de soort is voor het eerst geldig gepubliceerd in 1977 door Nishida, Tanaka & Omori.